# ハピネット
株式会社ハピネット (HAPPINET CORPORATION) は、日本の複合商社。株式会社バンダイナムコホールディングスの持分法適用会社で、バンダイナムコグループに属する。コンピュータエンターテインメント協会正会員。

## 概要
ハピネットはバンダイの元役員らが設立した会社で、のちにバンダイが資本参加し、バンダイナムコホールディングスの持分法適用会社となる。
玩具事業、映像音楽事業、ビデオゲーム事業、アミューズメント事業に加えて日本国内のXboxとXbox 360の代理店である。
社名は「ハピネス」(happiness) と「ネットワーキング」(networking) を合わせた造語である。

## 沿革
- 1968年2月 - 河合洋がバンダイを退社し、玩具の卸売業を個人にて創業。
- 1969年6月7日 - 東京都北区滝野川六丁目51番3号に有限会社トウショウを設立。
- 1972年9月 - 有限会社から株式会社に組織変更。
- 1991年10月 - 株式会社ダイリン及び株式会社セイコーを吸収合併し株式会社ハピネットに商号変更。
- 1994年
  - 8月 - 本社を東京都台東区駒形二丁目4番5号に移転。
  - 11月 - 株式会社バンダイが株式を追加取得し、同社は株式会社バンダイの関連会社となる。
- 1997年8月 - 日本証券業協会に株式を店頭登録。
- 1998年12月 - 東京証券取引所市場第二部に株式を上場。
- 1999年
  - 7月 - ソフトバンク株式会社の子会社であるイー・ショッピング・トイズ株式会社の設立に参画。
  - 12月 - ビームエンタテインメント（後の株式会社ハピネット・ピクチャーズ）の株式を取得。
- 2000年3月 - 東京証券取引所市場第一部に指定替え。
- 2001年
  - 4月 - 物流業務全般の受託を目的として千葉県市川市に株式会社ハピネット・ロジスティクスサービスを設立（現：連結子会社）。
  - 10月 - 同社の玩具卸売部門を株式会社ハピネット・ジェイピーとして分社化。
- 2002年3月 - 株式会社ハピネット・ジェイピーが株式会社トヨクニを吸収合併 。
- 2004年
  - 3月 - イー・ショッピング・トイズ株式会社を子会社化。
  - 4月 - 株式会社ハピネット・ジェイピーが株式会社ハピネット・ピクチャーズと株式会社ハピネット・ロビンを吸収合併。
- 2006年4月 - サイトロン・デジタルコンテンツ株式会社の事業が同社に移管され、音楽企画部となる。
- 2007年
  - 4月
    - 株式会社モリガングの玩具事業を会社分割により、株式会社ベストハートに事業承継し、株式会社モリゲームズに商号変更。
    - 玩具事業を承継した株式会社ベストハートが株式会社モリガングに商号変更。

  - 11月 - 株式会社サンリンク、株式会社アップルの株式を取得。
- 2008年
  - 2月 - 株式会社ハピネット・マーケティングを設立（現・連結子会社）。
  - 10月 - 株式会社アップル及び株式会社サンリンク九州（非連結子会社）のアミューズメント事業を会社分割により、株式会社サンリンクに承継し、同社及び株式会社ハピネット・エーエムサービスのアミューズメント事業を移管し、株式会社サンリンクが株式会社ハピネット・ベンディングサービスに商号変更（現：連結子会社）。
- 2009年
  - 3月 - 株式会社ウイントの株式を取得。
  - 4月 - 株式会社ハピネット・オンラインを吸収合併。
- 2011年4月 - 同社の映像音楽事業販売部門の事業を株式会社ウイントに移管し、株式会社ウイントが株式会社ハピネット・ピーエムに商号変更。
- 2013年7月 - 株式会社タカラトミーの子会社である株式会社タカラトミー販売から玩具卸のトイズユニオン株式会社の全株式を譲受し、トイズユニオン株式会社は同社の完全子会社となる[3]。
- 2014年
  - 4月 - 株式会社ハピネット・ピーエムを吸収合併。
  - 7月 - トイズユニオン株式会社が株式会社モリゲームズを吸収合併し、トイズユニオン株式会社が株式会社マックスゲームズに商号変更。
- 2016年4月 - 株式会社ランティスにアニメ音楽に関連する事業を譲渡（なお、ゲーム音楽事業については譲渡の対象外。）。
- 2018年3月 - 子会社の株式会社星光堂マーケティングに株式会社星光堂の音楽・映像商材の卸売事業を承継
- 2019年4月 - 株式会社星光堂マーケティングをハピネット・メディアマーケティングに商号変更。
- 2020年10月 - 株式会社ファントム・フィルムの全株式を取得[4]。
- 2021年
  - 1月 - 株式会社ハピネットファントム・スタジオを設立[5]。
  - 4月
    - 株式会社ハピネットファントム・スタジオがハピネットの映像メーカー部門を承継し、株式会社ファントム・フィルムを吸収合併[5]。
    - 同社の模型玩具販売部門を株式会社イリサワに移管し、株式会社イリサワを株式会社ハピネット・ホビーマーケティングに商号変更。
- 2023年
  - 6月 - 株式会社ブロッコリーを子会社化。
  - 10月 - ギャザリングホールディングス株式会社へ出資[6]。
  - 12月 - 株式会社キノフィルムズと映画パッケージ独占販売包括契約を締結[7]。
- 2024年
  - 3月 - 株式会社ソニー・ピクチャーズ エンタテインメントとビデオグラム包括ライセンス契約を締結[8]。
  - 4月 - 株式会社ハピネット・マーケティングを吸収合併[9]。
  - 5月 - ウォルト・ディズニー・ジャパン株式会社とホームエンターテイメントライセンス契約を締結[10][11]。ディズニー関連作品と20世紀スタジオ関連作品は、ハピネットピクチャーズの公式サイトにて確認できるようになった。
- 2025年
  - 1月 - NBCユニバーサル・エンターテイメントジャパン合同会社とビデオグラム包括ライセンス契約を締結[12][13][注 1]。
  - 3月
    - パラマウント・グローバルの子会社であるパラマウント・ピクチャーズ インターナショナル・リミテッドとビデオグラム包括ライセンス契約を締結[14]。
    - ワーナー ブラザース ジャパン合同会社とビデオグラム包括ライセンス契約を締結[15][注 1]。ワーナー関連作品は、ハピネットピクチャーズの公式サイトにて確認できるようになった。

## 歴代社長
河合洋、苗手一彦、石川徹郎、榎本誠一

## 関連会社
連結子会社
- 株式会社ハピネット・ホビーマーケティング
- 株式会社ハピネット・メディアマーケティング
- 株式会社マックスゲームズ
- 株式会社ハピネット・ベンディングサービス
- 株式会社ハピネット・ロジスティクスサービス
- 株式会社ハピネットファントム・スタジオ - 2021年4月1日に株式会社ファントム・フィルムを吸収合併し、ハピネットの映像部門を移管する。
- 株式会社ブロッコリー

かつて存在したグループ会社
- 株式会社ハピネットロビン - 玩具を企画制作した。玩具菓子ブームの2002年に、フルタ製菓から独立したキャラクター玩具部門と業務提携して「20世紀漫画家コレクション」の後継シリーズ、フィギュアックスをブランド化する。エフトイズコンフェクト及び安斎レオ (A-toys) とコラボレーションしてフィギュアックス・江口寿史、昭和情景博物館、フィギュアックスゲームブロック横山光輝、あずみアートコレクション、動物大百科、大恐竜時代などの玩具菓子を発売した。
- 株式会社ファントム・フィルム - ハピネットファントム・スタジオに吸収合併されて解散する。

## 製作連携作品

### 実写
- クロユリ団地
- フラガール
- ヘルタースケルター
- ヒメアノ〜ル
- 私の男
- キセキ -あの日のソビト-
- 生きてるだけで、愛。
- 愛唄-約束のナクヒト-

### アニメ
- フルメタル・パニック! (第3作OVAまで)
- 古代王者 恐竜キング Dキッズ・アドベンチャー（音楽制作）
- 時をかける少女（2006年、角川ヘラルド映画（現：角川映画）配給のアニメ映画。アニメ制作はマッドハウス）
- 銀色のオリンシス
- ゼロの使い魔シリーズ[注 2]
  - ゼロの使い魔（音楽制作）
  - ゼロの使い魔〜双月の騎士〜（音楽制作）
- ロケットガール（WOWOWで放送されたテレビアニメ）
- ロミオ×ジュリエット
- ロザリオとバンパイア
- B型H系
- Xenosaga THE ANIMATION
- 魔乳秘剣帖
- 男子高校生の日常
- 俺がお嬢様学校に「庶民サンプル」としてゲッツされた件
- レガリア The Three Sacred Stars
- フリップフラッパーズ
- ドリフェス!シリーズ
- 神々の記
- ゼロから始める魔法の書
- 天使の3P!
- citrus
- かくりよの宿飯
- ソラとウミのアイダ
- 色づく世界の明日から
- 叛逆性ミリオンアーサー
- エガオノダイカ
- 神撃のバハムート マナリアフレンズ
- 放課後さいころ倶楽部
- 本好きの下剋上 司書になるためには手段を選んでいられません（第1・2期）[注 3][注 4]
- 群れなせ!シートン学園
- いわかける! - Sport Climbing Girls -
- 弱キャラ友崎くん
- 映画大好きポンポさん
- カノジョも彼女
- 精霊幻想記
- チート薬師のスローライフ〜異世界に作ろうドラッグストア〜

## ビデオ・DVD・Blu-ray

### 実写
- クロユリ団地
- 最強獣誕生 ネズラ -NEZULLA-
- 魂萌え!
- パッチギ!
- ケータイ刑事 銭形シリーズ
- 悪魔探偵
- キャッチボール屋
- ウルトラQ（全巻収録のDVD-BOX）
- ストロベリーショートケイクス
- 鉄板少女アカネ!!
- 夜のピクニック
- クローズZERO
- ノーコン・キッド 〜ぼくらのゲーム史〜（DVD-BOX、Blu-ray BOX）
- 死にたい夜にかぎって（毎日放送製作）
- 時効警察はじめました（テレビ朝日製作）
- ゆるキャン△（テレビ東京制作ドラマ版）
- ナイト・ドクター
- トーキョー製麺所（毎日放送製作）

### アニメ

#### 系列局製作
- かいけつゾロリシリーズ[注 5][注 6]
  - かいけつゾロリ
  - まじめにふまじめ かいけつゾロリ
  - 劇場版まじめにふまじめ かいけつゾロリ なぞのお宝大さくせん（角川ヘラルド映画（現：角川映画）配給のアニメ映画）
- 古代王者 恐竜キング Dキッズ・アドベンチャー
- バトルスピリッツシリーズ
  - バトルスピリッツ 少年突破バシン
  - バトルスピリッツ 少年激覇ダン
  - バトルスピリッツ ブレイヴ
- デジモンシリーズ（デジモンフロンティアまで東映ビデオから単巻DVDとビデオが出ていた。デジモンセイバーズ以外はDVD-BOXとして発売）[注 5]
  - デジモンアドベンチャー
  - デジモンアドベンチャー02
  - デジモンテイマーズ
  - デジモンフロンティア
  - デジモンセイバーズ
  - デジモンセイバーズ THE MOVIE 究極パワー! バーストモード発動!!（東映配給のアニメ映画）
  - デジモンアドベンチャー tri.
  - デジモンユニバース アプリモンスターズ
  - デジモンアドベンチャー LAST EVOLUTION 絆
  - デジモンアドベンチャー:
- ゲゲゲの鬼太郎[注 5]
  - ゲゲゲの鬼太郎（第5作）
  - ゲゲゲの鬼太郎（第6作）
- ドラゴンボールシリーズ[注 7]
  - ドラゴンボール改
  - ドラゴンボール超
- トリコ
  - 劇場版 トリコ 美食神の超食宝（東映配給のアニメ映画）
- 時をかける少女（レンタル版のみ）
- 銀河英雄伝説[注 8]
- SLUMP THE BOX（Dr.スランプ アラレちゃんシリーズ初回生産限定DVD-BOX、2007年発売）
  - んちゃ編（第1話～120話収録）
  - ほよよ編（第121話～243話収録）
- LUMP THE COLLECTION（Dr.スランプ アラレちゃんシリーズ、単巻DVD全20巻、2008年発売）
- SLUMP THE BOX 90's（ドクタースランプ）
- SLUMP THE BOX MOVIES（Dr.スランプ劇場版シリーズ）
- ロミオ×ジュリエット[注 9]
- お金がないっ
- ど根性ガエル（DVD-BOX）
- 一球さん（DVD-BOX）
- ないしょのつぼみ
- Xenosaga THE ANIMATION
- 男子高校生の日常
- ピンクパンサー
- アイカツ![注 10]
- ゾイドシリーズ[注 11]
  - ゾイド -ZOIDS-（Blu-ray BOX）
  - ゾイド新世紀スラッシュゼロ（Blu-ray BOX）
  - ゾイドフューザーズ（Blu-ray BOX）
  - ゾイドジェネシス（Blu-ray BOX）
- テンカイナイト
- ジャングル大帝 第3作（DVD-BOX）
- 三つ目がとおる（DVD-BOX）
- ボンバーマンジェッターズ（Blu-ray BOX）
- おジャ魔女どれみ（Blu-ray BOX）
- イリヤの空、UFOの夏
- 色づく世界の明日から（AT-X・毎日放送製作）[注 12][注 13]
- 無敵超人ザンボット3（Blu-ray BOX）[注 14]
- ドラゴンクエスト ダイの大冒険（1991年版、Blu-ray BOX）
- いわかける! - Sport Climbing Girls -（ABCアニメーション・AT-X・メ～テレ製作）[注 10][注 15]
- プリキュアシリーズ（『トロピカル〜ジュ!プリキュア』以降の映像ソフト、『ふたりはプリキュア〜20th LEGENDARY BOX〜』、『ふたりはプリキュア Splash☆Star〜20th LEGENDARY BOX〜』販売元[16][注 16]）
- ちいかわ
- カノジョも彼女（毎日放送製作）[注 12][注 17]
- 阿波連さんははかれない[注 12][注 18]
- 僕とロボコ

#### UHFアニメ
- フルメタル・パニック![注 19][注 20]
  - フルメタル・パニック! ふもっふ（フジテレビ製作）[注 20]
  - フルメタル・パニック! The Second Raid[注 20]
- 光と水のダフネ（DVD版の販売）[注 10][注 21]
- ニニンがシノブ伝[注 22]
- SHUFFLE!MEMORIES
- 奏光のストレイン
- ロケットガール
- ロザリオとバンパイア[注 14]
- B型H系[注 14]
- 魔乳秘剣帖[注 10]
- 俺がお嬢様学校に「庶民サンプル」としてゲッツされた件（AT-X・BSフジ製作）[注 23]
- キュートランスフォーマー さらなる人気者への道
- レガリア The Three Sacred Stars（AT-X・BSフジ製作）[注 10]
- フリップフラッパーズ（AT-X・BSフジ製作）[注 10]
- ドリフェス!シリーズ[注 10]
- 超・少年探偵団NEO[注 24]
- ゼロから始める魔法の書（TOKYO MX・AT-X製作）[注 10]
- 天使の3P!（AT-X製作）[注 10]
- citrus（TOKYO MX・AT-X・BSフジ製作）[注 10]
- 魔法少女 俺（AT-X製作）[注 10][注 25]
- かくりよの宿飯（TOKYO MX・BSフジ製作）[注 26]
- ソラとウミのアイダ[注 23]
- 叛逆性ミリオンアーサー[注 10]
- エガオノダイカ（日本テレビ・テレビ東京メディアネット・読売テレビ・WOWOW・TOKYO MX製作）[注 27]
- 神撃のバハムート マナリアフレンズ[注 28]
- 邪神ちゃんドロップキック（BSフジ・北海道文化放送製作）[注 29]
- Z/X Code reunion[注 14]
- 群れなせ!シートン学園[注 28]
- 魔術士オーフェン はぐれ旅（販売のみ、日本テレビ・WOWOW・テレビ東京メディアネット・読売テレビエンタープライズ・BSフジ製作）[注 10]
  - 魔術士オーフェン はぐれ旅 キムラック編
- 理系が恋に落ちたので証明してみた。（BS11・北海道文化放送製作）[注 29]
- 啄木鳥探偵處（TOKYO MX・BSフジ製作）[注 10]
- プリンセスコネクト! Re:Dive（TOKYO MX・BS11・WOWOW製作）[注 5] [注 30]
- トニカクカワイイ[注 31]
- 弱キャラ友崎くん[注 32]
- 劇場版「SHIROBAKO」（BSフジ製作）[注 10][注 33]
- SCARLET NEXUS
- ヒロインたるもの!〜嫌われヒロインと内緒のお仕事〜

### バラエティー番組
- 女子アナの罰
- ゲームセンターCX（DVD-BOX）
- ザ・ゲームメーカー

### ドキュメンタリー
- We Are The World : Story Behind the Song

### ライブ
- SHŌGUN MTV PREMIUM LIVE in duo